# Xenoplectus armatus
Xenoplectus armatus Schiapelli & Gerschman, 1958 è un ragno appartenente alla famiglia Liocranidae.
È l'unica specie nota del genere Xenoplectus.

## Distribuzione
L'unica specie oggi nota di questo genere è stata rinvenuta in Argentina.

## Tassonomia
In una nota nella pubblicazione di Murphy del 2007, l'aracnologo Brescovit, che ha avuto modo di esaminare questi esemplari, ha manifestato forti dubbi che possano essere ascritti alla famiglia Liocranidae, commento analogo a quello manifestato sugli esemplari di Parabonna goffergei.
Nel 2018, a seguito di uno studio degli aracnologi Azevedo, Griswold & Santos, 2018b, questo genere è stato trasferito dalle Gnaphosidae alle Liocranidae.
Dal 1958 non sono stati esaminati altri esemplari, né sono state descritte sottospecie al 2020.